# Max DePree
Max DePree, né le 28 octobre 1924 et mort le 8 août 2017, est un chef d'entreprise américain, PDG de Herman Miller de 1961 à 1990 et auteur de plusieurs ouvrages sur le leadership.

## Biographie

### Études
Max DePree commence des études au Wheaton College, mais la Seconde Guerre mondiale les interrompt. Il sert son pays sur le théâtre d'opérations européens pendant un an et demi. Toujours à l'armée, il étudie à l'université de Pittsburgh, au Haverford College et à l'université de Paris. Après son service militaire, il termine ses études au Hope College ou il obtient un Bachelor of Arts en 1948.

### Écrivain
Son ouvrage Leadership is an art, publié en 1987, s'est vendu à plus de 800 000 exemplaires. Dans cet ouvrage, DePree écrit qu'un dirigeant devrait être à même de reconnaître la diversité humaine et d'employer au mieux les capacités de ses collaborateurs. Il indique aussi qu'un leader n'est pas seulement responsable de la santé financière de sa société mais aussi de son éthique. Il prône la direction par la persuasion et l'exercice de la démocratie participative plutôt que la concentration des pouvoirs, il préconise des relations consensuelles avec les employés qui reposent sur la dignité et le choix.
Sa définition du leadership : « The art of liberating people to do what is required of them in the most effective and humane way possible.  »

## Œuvres
- (en) Leadership is an Art ; Dell Publishing (1987) ;  (ISBN 0-385-51246-5)
- (en) Leadership Jazz ; Dell Publishing (1993) ;  (ISBN 0-440-50518-6)
- (en) Dear Zoe ; Harper Collins (1996) ;  (ISBN 0-8028-4592-4)
- (en) Called to Serve: Creating and Nurturing the Effective Volunteer Board ; Wm. B. Eerdmans Publishing Company (2001) ;  (ISBN 0-8028-4922-9)
- (en) Leading Without Power: Finding Hope in Serving Community ; John Wiley & Sons Canada, Ltd. (2003) ;  (ISBN 0-7879-6743-2)

## Distinction
Max DePree est au tableau d'honneur des hommes d'affaires américains, l'American National Business Hall of Fame en compagnie de Walt Disney, George Eastman, Thomas A. Edison, John D. Rockefeller et bien d'autres noms célèbres.